# Guildford Dudley
Lord Guildford Dudley (anche scritto Guilford; 1535 – Londra, 12 febbraio 1554) è stato un nobile inglese, consorte di Jane Grey, regina d'Inghilterra per nove giorni fra il 10 e il 19 luglio 1553. Dopo la deposizione della moglie a opera di Maria I, fu come lei imprigionato nella Torre di Londra. Condannato a morte per tradimento nel novembre dello stesso anno, il 12 febbraio 1554, un'ora prima della stessa Jane, fu giustiziato tramite decapitazione. La morte della giovane coppia, considerata all'unanimità come pedine innocenti negli altrui giochi di potere, fu condannata da più parti e contribuì alla drastica perdita di sostegno di Maria, la cui popolarità era già stata compromessa dalla sua decisione di sposare l'erede al trono spagnolo Filippo.

## Biografia

### Famiglia e matrimonio
Guildford Dudley nacque nel 1535, come uno dei tredici figli di John Dudley e Jane Guilford. Dal lato paterno, la famiglia discendeva dai Sutton, Baroni di Dudley. I suoi nonni paterni erano Edmund Dudley, consigliere di Enrico VII, ed Elizabeth Grey, discendente di Richard Beauchamp e John Talbot, noti eroi della Guerra dei Cent'anni.
La famiglia Dudley, di fede protestante e di educazione umanista, salì alla ribalta durante il regno del minorenne Edoardo VI, unico figlio ed erede di Enrico VIII, salito al trono a nove anni nel 1547. John Dudley, in qualità di Lord Presidente del Consiglio, governò di fatto il regno fra il 1550 e il 1553, dopo la caduta del precedente Lord Protettore, lo zio materno del re Edward Seymour. Approfittando della sua posizione, Lord Dudley cercò di organizzare matrimoni vantaggiosi per i suoi figli. Dopo un tentativo fallito con la cugina di Edoardo VI Margaret Clifford, nella primavera 1553 promise suo figlio Guildford alla coetanea Jane Grey, anche lei cugina del re ma più in alto nella linea di successione al trono, per la precisione quarta, dopo sua madre e le sorellastre di Edoardo, Maria ed Elisabetta.
Il matrimonio venne celebrato il 25 maggio 1553, insieme a quello della sorella di Dudley, Katherine, con Henry Hastings, e quello della sorella di Jane, anche lei chiamata Katherine, con Henry Herbert. Sebbene alcuni storici interpretino questi matrimoni come "ordinari", la maggior parte degli osservatori contemporanei e degli studiosi lo considerano piuttosto un palese tentativo di John Dudley di creare una base di potere per portare il suo sangue sul trono. La celebrazione fu definita magnifica e sfarzosa, con giostre, giochi e mascherate, nonché due compagnie di intrattenitori, una maschile e una femminile.  I divertimenti e le tavolate esterne furono aperte anche alla gente comune, mentre le principali personalità del regno e molti ambasciatori stranieri, fra cui quelli di Francia e Venezia, presero parte al banchetto tenuto all'interno. È riportato che diversi ospiti, fra cui Guildford, soffrirono di una lieve intossicazione alimentare, a causa di un errore nelle cucine che portò all'uso di erbe velenose al posto di quelle alimentari.

### Consorte reale

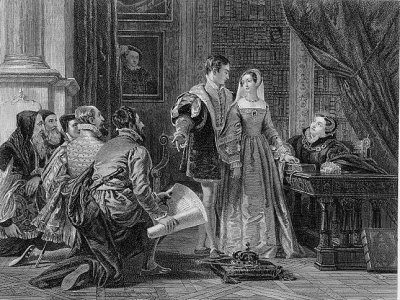
L'offerta della corona a Jane Grey, anni '20 del XVIII secolo. Guildford è in piedi accanto a sua moglie, al centro dell'immagine

Subito dopo il matrimonio del figlio, John Dudley fece pressione sul morente Edoardo VI perché escludesse le sue sorellastre dalla successione, facendo leva sul fatto che Maria era cattolica, in contrapposizione alla fede anglicana di Edoardo. A quel punto, la prossima in linea era Frances Brandon, madre di Jane e figlia di Maria Tudor, zia di Edoardo, ma Frances, in accordo con il consuocero, rinunciò immediatamente ai suoi diritti a favore di sua figlia maggiore Jane, che venne così nominata legittima erede.
Il 6 luglio 1553, sei settimane dopo le nozze, Edoardo morì e John Dudley, forte dell'atto di successione contenuto nel suo testamento, proclamò Jane Grey regina, malgrado l'opposizione della stessa Jane, che cedette solo dopo lunghe preghiere. La nuova coppia reale fece il suo ingresso cerimoniale alla Torre di Londra il 10 luglio. Una volta insediati, Guildford pretese che Jane lo nominasse Re. Dopo una lunga e aspra discussione, Jane gli propose di nominarlo invece Duca di Clarence, e di rimettere la decisione sul titolo regale al Parlamento: per tutta risposta, Guildford le urlò contro che non gli interessava essere un duca, e che quello che voleva era essere il re. A seguito della lite, la madre di Dudley gli proibì di giacere nuovamente con la moglie e tentò di allontanarlo da corte, ma Jane insistette perché rimanesse con lei. Nei giorni successivi, Guildford presiedette le riunioni del Consiglio al posto della moglie e impose che ci si rivolgesse a lui come al monarca. Il suo atteggiamento era tale che Antoine de Noailles, ambasciatore francese, lo definì nei suoi dispacci "il nuovo re inglese", e anche la corte imperiale fu informata dell'ascesa di "re Guildford".

### Prigionia
Il 10 luglio, lo stesso giorno della proclamazione di Jane, giunse a Londra la lettera di Maria, sorellastra di Edoardo e cugina di Jane, che annunciava la sua ascesa come regina e chiedeva al Consiglio di giurarle obbedienza. Si venne a sapere che, per sostenere la sua pretesa, Maria stava radunando le sue forze a East Anglia: John Dudley decise quindi di marciare contro di lei, dopo che il padre di Jane fu scartato come comandante a causa dell'opposizione della figlia, ma il 20 luglio, mentre era accampato vicino Cambridge, fu informato che il Consiglio si era dichiarato all'unanimità per Maria. Il giorno dopo, John Dudley fu arrestato. Nel mentre, il 19 luglio, il giorno in cui Maria veniva proclamata regina, Jane fece da madrina al figlio di un membro del Gentlemen Pensioners, dandogli nome Guildford: l'atto fu considerato un'offesa della giovane alla nuova regina, nonché alla fede cattolica, come fece sapere il vescovo Stephen Gardiner.
Dal momento che la maggior parte dei membri del Consiglio avevano avuto la prudenza di lasciare la Torre prima di dichiararsi per Maria, Henry Grey, padre di Jane, rinunciò a sostenere la pretesa della figlia e si schierò lui stesso con Maria. Insieme a sua moglie, poté lasciare Londra incolume, mentre Jane, Guildford e la di lui madre furono trattenuti e tenuti confinati all'interno della Torre, Jane negli alloggi del carceriere e Guildford nella torre campanara insieme a suo fratello Robert. Gli altri fratelli di Guildford furono parimenti incarcerati, mentre il loro padre fu giustiziato.
Inizialmente, Maria si mostrò propensa a risparmiare Guildford e Jane, considerati semplici pedine di John Dudley, soprattutto dopo che Jane, il 12 agosto, le scrisse una sentita lettera di pentimento a nome suo e del marito che dichiarò di amare. Ciononostante, nei mesi seguenti Maria si convinse che Jane potesse essere nuovamente usata contro di lei in un complotto protestante. 13 novembre 1553 Jane, Guildford, i suoi fratelli Ambrose e Henry e l'arcivescovo Thomas Cranmer furono processati a Guildhall, dove si dichiararono colpevoli e furono condannati a morte per tradimento. In particolare, Guildford fu condannato per aver complottato contro Maria sostenendo suo padre con uomini in arme e per aver "proclamato e onorato Lady Jane Grey come regina".
A dicembre, ai prigionieri fu concesso di uscire brevemente dalla Torre per prendere aria, a Jane nei giardini e a Guildford e Robert sui bastioni. È possibile che in questo periodo i due sposi abbiano avuto qualche contatto, dal momento che Guildford poté scrivere un breve messaggio per suo suocero nel libro di preghiere di Jane. Il messaggio recita: "Il tuo amorevole e obbediente figlio augura alla tua grazia una lunga vita in questo mondo con tanta gioia e conforto quanto mai desidero per me stesso, e nel mondo a venire gioia eterna. Il tuo umile figlio fino alla morte, G. Dudley".

### Esecuzione
Tra la fine del 1553 e il 1554, Maria annunciò la sua intenzione di sposare l'erede al trono spagnolo Filippo, già re di Napoli e Sicilia. L'idea di essere governati da un monarca straniero generò molto malcontento sia fra la popolazione che nel Parlamento e nel Consiglio, e alimentò una breve ribellione, di matrice protestante, guidata da Thomas Wyatt e a cui prese parte anche il padre di Jane. Sebbene l'intenzione non fosse né deporre Maria né tantomeno riportare sul trono Jane, il 7 febbraio 1554, nel pieno della crisi, venne deciso di procedere con le condanne a morte di Guildford e Jane, non fosse altro che per prevenire sviluppi inattesi e dare l'esempio a eventuali nostalgici. Pressata dal Consiglio e su insistenza del vescovo Gardiner, che predicò in pubblico per l'esecuzione dei due, Maria diede la sua approvazione. Diversi ambasciatori, fra cui quello imperiale, Simon Renard, scrissero che "è ormai sicuro che Jane di Suffolk e suo marito perderanno la testa".
L'11 febbraio, il giorno prima della data stabilita per la loro esecuzione, Guildford chiese alla moglie un ultimo incontro, che gli venne rifiutato perché "avrebbe solo aumentato la loro miseria e il loro dolore, ed era meglio rimandarlo poiché si sarebbero incontrati presto altrove e avrebbero vissuto legati da legami indissolubili". Il 12 febbraio, alle dieci del mattino, Guildford venne condotto a Tower Hill, dove era atteso da diversi gentiluomini giunti lì per "stringergli la mano" e, come consuetudine, al condannato fu concesso tenere un breve discorso. Senza assistenza spirituale, avendo rifiutato la presenza di un prete cattolico ed essendogli stata negata quella di un pastore protestante, Guildford si inginocchiò e prego, chiedendo ai presenti di fare altrettanto, dopodiché fu decapitato con un colpo d'ascia. Il suo corpo fu portato via su un carretto per essere sepolto nella vicina chiesa di San Pietro ad Vincula. Pare che Jane, che morì nell'ora seguente e fu sepolta accanto a lui, abbia assistito alla scena dalla finestra, e abbia chiamato il nome di suo marito quando il carretto sfilò sotto di lei.
L'esecuzione della coppia, vista dai più come innocente, assestò un colpo pesante alla già compromessa popolarità di Maria. Cinque mesi dopo, il riformatore scozzese John Knox gli usò come esempio nei suoi scritti di propaganda, e dieci anni dopo, il cronista Grafton descrisse che "anche chi prima di allora non aveva mai dedicato loro un pensiero pianse lacrime amare al momento della loro esecuzione".

### Destino dei Dudley
Con l'eccezione del patriarca John e di Guildford, il resto dei Dudley fu risparmiato. Nella seconda metà del 1554, Jane Guilford, sua figlia Mary e suo genero Henry Sidney riuscirono a trovare chi intercedesse per loro presso il principe Filippo di Spagna, consorte della regina Maria, e a ottenere il rilascio dei fratelli di Guildford, John, Robert e Henry, anche se John morì poco dopo nella residenza dei Sidney, nel Kent. Ambrose fu liberato fra dicembre 1554 e gennaio 1555, grazie alle suppliche della moglie Elizabeth. Sebbene le proprietà dei Dudley fossero state sequestrate, Maria concesse loro l'usufrutto dei beni personali di Jane Guildford e restituì loro la casa di famiglia a Chelsea. Allo stesso modo, alla morte di Jane a fine gennaio 1555, ai figli fu concessa un'esenzione dal divieto di proprietà imposto loro, così che potessero ereditare. Rimasero comunque esclusi da corte, a parte alcune occasioni in cui furono invitati dal principe Filippo, per il quale nel 1557 combatterono la battaglia di Saint-Quentin, dove Henry fu ucciso. Per il servizio reso in guerra, nel 1558 il Parlamento restituì ai Dudley sopravvissuti i diritti civili e le loro proprietà e titoli, anche se scelsero di rinunciare a qualsiasi eredità paterna.
Quando nel 1558 Maria morì senza eredi e al trono salì la sua sorellastra, la protestante Elisabetta I, questa riabilitò I Dudley a corte, dando loro incarichi notevoli. Robert in particolare divenne il favorito della regina e, secondo i più, il suo amante, mentre il 25 gennaio 1561 Ambrose fu reinvestito del titolo di conte di Warwick e barone Lisle.

## Ascendenza
|                                       |                   |                                     | Genitori                                         |  |  | Nonni |  |  | Bisnonni    |  |  | Trisnonni                    |  |
|                                       |                   |                                     |                                                  |  |  |       |  |  | John Dudley |  |  | John Sutton, I barone Dudley |  |
|                                       |                   |                                     |                                                  |  |  |       |  |  | John Dudley |  |  | John Sutton, I barone Dudley |  |
|                                       |                   | Elizabeth Berkley                   |                                                  |  |  |       |  |  | John Dudley |  |  |                              |  |
| Edmund Dudley                         |                   |                                     |                                                  |  |  |       |  |  | John Dudley |  |  |                              |  |
|                                       |                   | Elizabeth Bramshot                  | John Bramshot                                    |  |  |       |  |  |             |  |  |                              |  |
|                                       |                   | Elizabeth Bramshot                  | John Bramshot                                    |  |  |       |  |  |             |  |  |                              |  |
|                                       |                   | Elizabeth Bramshot                  | Catherine Pelham                                 |  |  |       |  |  |             |  |  |                              |  |
| John Dudley, I duca di Northumberland |                   | Elizabeth Bramshot                  |                                                  |  |  |       |  |  |             |  |  |                              |  |
|                                       |                   | Edward Grey, I visconte Lisle       | Edward Grey                                      |  |  |       |  |  |             |  |  |                              |  |
|                                       |                   | Edward Grey, I visconte Lisle       | Edward Grey                                      |  |  |       |  |  |             |  |  |                              |  |
|                                       |                   | Edward Grey, I visconte Lisle       | Elizabeth Ferrers, VI baronessa Ferrers di Groby |  |  |       |  |  |             |  |  |                              |  |
| Elizabeth Grey, VI baronessa Lisle    |                   | Edward Grey, I visconte Lisle       |                                                  |  |  |       |  |  |             |  |  |                              |  |
|                                       |                   | Elizabeth Talbot                    | John Talbot, I visconte Lisle                    |  |  |       |  |  |             |  |  |                              |  |
|                                       |                   | Elizabeth Talbot                    | John Talbot, I visconte Lisle                    |  |  |       |  |  |             |  |  |                              |  |
|                                       |                   | Elizabeth Talbot                    | Joan Chedder                                     |  |  |       |  |  |             |  |  |                              |  |
| Guilford Dudley                       |                   | Elizabeth Talbot                    |                                                  |  |  |       |  |  |             |  |  |                              |  |
|                                       | Richard Guildford | John Guildford                      |                                                  |  |  |       |  |  |             |  |  |                              |  |
|                                       | Richard Guildford | John Guildford                      |                                                  |  |  |       |  |  |             |  |  |                              |  |
|                                       | Richard Guildford | Alice Waller                        |                                                  |  |  |       |  |  |             |  |  |                              |  |
| Edward Guildford                      | Richard Guildford |                                     |                                                  |  |  |       |  |  |             |  |  |                              |  |
|                                       |                   | Anne Pympe                          | John Pympe                                       |  |  |       |  |  |             |  |  |                              |  |
|                                       |                   | Anne Pympe                          | John Pympe                                       |  |  |       |  |  |             |  |  |                              |  |
|                                       |                   | Anne Pympe                          | Philippa Thornbury                               |  |  |       |  |  |             |  |  |                              |  |
| Jane Guildford                        |                   | Anne Pympe                          |                                                  |  |  |       |  |  |             |  |  |                              |  |
|                                       |                   | Thomas West, VIII barone De La Warr | Richard West, VII barone De La Warr              |  |  |       |  |  |             |  |  |                              |  |
|                                       |                   | Thomas West, VIII barone De La Warr | Richard West, VII barone De La Warr              |  |  |       |  |  |             |  |  |                              |  |
|                                       |                   | Thomas West, VIII barone De La Warr | Katherine Hungerford                             |  |  |       |  |  |             |  |  |                              |  |
| Eleanor West                          |                   | Thomas West, VIII barone De La Warr |                                                  |  |  |       |  |  |             |  |  |                              |  |
|                                       |                   | Elizabeth Mortimer                  | Hugh Mortimer                                    |  |  |       |  |  |             |  |  |                              |  |
|                                       |                   | Elizabeth Mortimer                  | Hugh Mortimer                                    |  |  |       |  |  |             |  |  |                              |  |
|                                       |                   | Elizabeth Mortimer                  | Eleanor Cornwall                                 |  |  |       |  |  |             |  |  |                              |  |
|                                       |                   | Elizabeth Mortimer                  |                                                  |  |  |       |  |  |             |  |  |                              |  |

## Cultura popolare
- Nel film Tudor Rose (1936), Guildford Dudley è interpretato dall'attore John Mills[45];
- Nella miniserie Elisabetta Regina (1971), è interpretato dall'attore Robert Barry;
- Nel film Lady Jane (1986), è interpretato dall'attore Cary Elwes[46];
- Guildford Dudley è un personaggio del romanzo Il giullare della regina (2004), di Philippa Gregory;
- Guildford Dudley è un personaggio del romanzo storico L'innocente (2015), di Alison Weir;
- Nella serie TV Becoming Elizabeth (2022), è interpretato dall'attore Jacob Avery[47];
- Nella serie TV romantasy My Lady Jane (2024), è interpretato dall'attore Edward Bluemel[48].